# Flaga Kraju Krasnodarskiego
Flaga Kraju Krasnodarskiego – flaga o proporcjach 2:3, przyjęta 1 czerwca 1995 r. Flaga jest prostokątem podzielonym na trzy poziome pasy:
- zielony, mieszczący się u dołu płata flagi, zajmujący horyzontalnie 1/4 płata
- purpurowy, mieszczący się na środku płata flagi, zajmuje 2/4 płata (jest równy zsumowanym długościom pozostałych dwóch pasów), barwa tej części flagi jest dominująca
- niebieski, mieszczący się w części górnej płata flagi, zajmujący horyzontalnie 1/4 płata

Na środku płata flagowego znajduje się godło kraju przedstawione w barwie złotej z czarnymi konturami.